# مصطفى دوب الله
مصطفى دوب الله (مواليد 25 أبريل 1959) هو لاعب كرة يد جزائري. تنافس في الألعاب الأولمبية الصيفية 1984. كما شارك في ثلاث بطولات للعالم لكرة اليد للرجال في أعوام 1982 و1986 و1990.
لعب مع نادي مولودية وهران.